# أنقولية مروحية
أنقولية مروحية (الاسم العلمي: Aquilegia flabellata) هي نوع من النباتات تتبع جنس الأنقولية من الفصيلة الحوذانية.